# Kanton La Chaise-Dieu
Kanton La Chaise-Dieu (fr. Canton de La Chaise-Dieu) je francouzský kanton v departementu Haute-Loire v regionu Auvergne. Tvoří ho 11 obcí.

## Obce kantonu
- Berbezit
- Bonneval
- La Chapelle-Geneste
- Cistrières
- Connangles
- La Chaise-Dieu
- Félines
- Laval-sur-Doulon
- Malvières
- Saint-Pal-de-Senouire
- Sembadel